# Association science et bien commun
L'association science et bien commun (ASBC) est une association, créée en 2011 dont l'objet est la promotion d'une science ouverte.

## Historique
Un groupe de enseignants-chercheurs et de doctorants québécois et français a posé les bases de l'association lors du colloque « Une autre science est possible : science collaborative, science ouverte, science engagée, contre la marchandisation du savoir » organisé au 79e congrès de l'ACFAS, à Sherbrooke (9-13 mai 2011). À la suite de ce colloque, quatre personnes ont effectué les démarches nécessaires pour créer officiellement l'Association science et bien commun (ASBC). Au mois de juillet 2011, l'ASBC a obtenu le statut d'organisme à but non lucratif,, au 79e congrès de l'Association francophone pour le savoir (ACFAS) en mai 2011.

## Gouvernance
L'ASBC est gérée par un conseil d'administration composé d'au plus dix membres[réf. souhaitée].

## Activités
Les principales activités de l'association sont : 
- l'organisation de colloques au Québec et ailleurs
- la publication de livres participatifs[5] en libre accès par le biais de la maison d'édition de l'Association science et bien commun, les Éditions science et bien commun
- la publication de mémoires et d'avis lors de différentes consultations publiques sur les politiques scientifiques ou numériques, et les prises de position publiques
- l'organisation d'activités et d'événements publics citoyens comme des bars de science[6]
- des enquêtes citoyennes sur les rapports des citoyens et citoyennes à la science[7]
- la revue scientifique en démarrage Science ouverte.
- des projets de recherche-action en Afrique et en Haïti, comme le projet SOHA[8], et le soutien à l'APSOHA (Association pour la promotion de la science ouverte en Haïti et en Afrique) francophone)
- le blog collectif sur l'expérience humaine du doctorat[9]

## Les colloques
Depuis 2011, cette association organise des colloques au Québec ou ailleurs.
- Et si la recherche scientifique ne pouvait pas être neutre?, Montréal (Canada), 2017[10]
- Justice cognitive, science ouverte et valorisation des savoirs locaux, Yaoundé (Cameroun), 2016[11]
- Des sciences métissées sont-elles possibles? Réflexions sur la pluralité des normes, des savoirs et des pratiques en science, Montréal (Canada), 2016
- La science ouverte et le libre accès aux ressources scientifiques : un outil collectif de développement durable ?, Port-au-Prince (Haïti), 2016[12],[13],[14],[15]
- Ouvrir la science pour mieux la partager, du Nord au Sud de la Francophonie, Québec (Canada), 2015[16]
- Critiquer la science aujourd'hui : pourquoi? Comment?, Rimouski (Canada), 2015[17]
- Les politiques scientifiques, au carrefour entre l'État, la société et le monde scientifique, Montréal (Canada), 2014
- La révolution de la science ouverte et de l'accès libre - État des débats et des enjeux, Québec (Canada), 2013[18]
- La science que nous voulons, Montréal (Canada), 2012[19]
- Une autre science est possible : science collaborative, science ouverte, science engagée, contre la marchandisation du savoir, Sherbrooke (Canada), 2011[20],[21]

## Prises de position dans l'espace public
L’association prend position sur différents enjeux qui concernent la science et ses rapports avec la société. À cet effet, elle effectue l’analyse de différentes politiques publiques, participe à des consultations publiques, rédige des mémoires et organise des expériences de débat public sur diverses facettes des sciences. Depuis sa création, l’Association a pris position sur des enjeux tels que le financement de la recherche et l’innovation, le libre accès aux publications scientifiques et l'informatique libre,,, les politiques scientifiques, et la responsabilité sociale et environnementale des chercheurs. Elle est co-signataire de la Déclaration sur les communs numériques.